# Idéal Cinéma – Jacques Tati

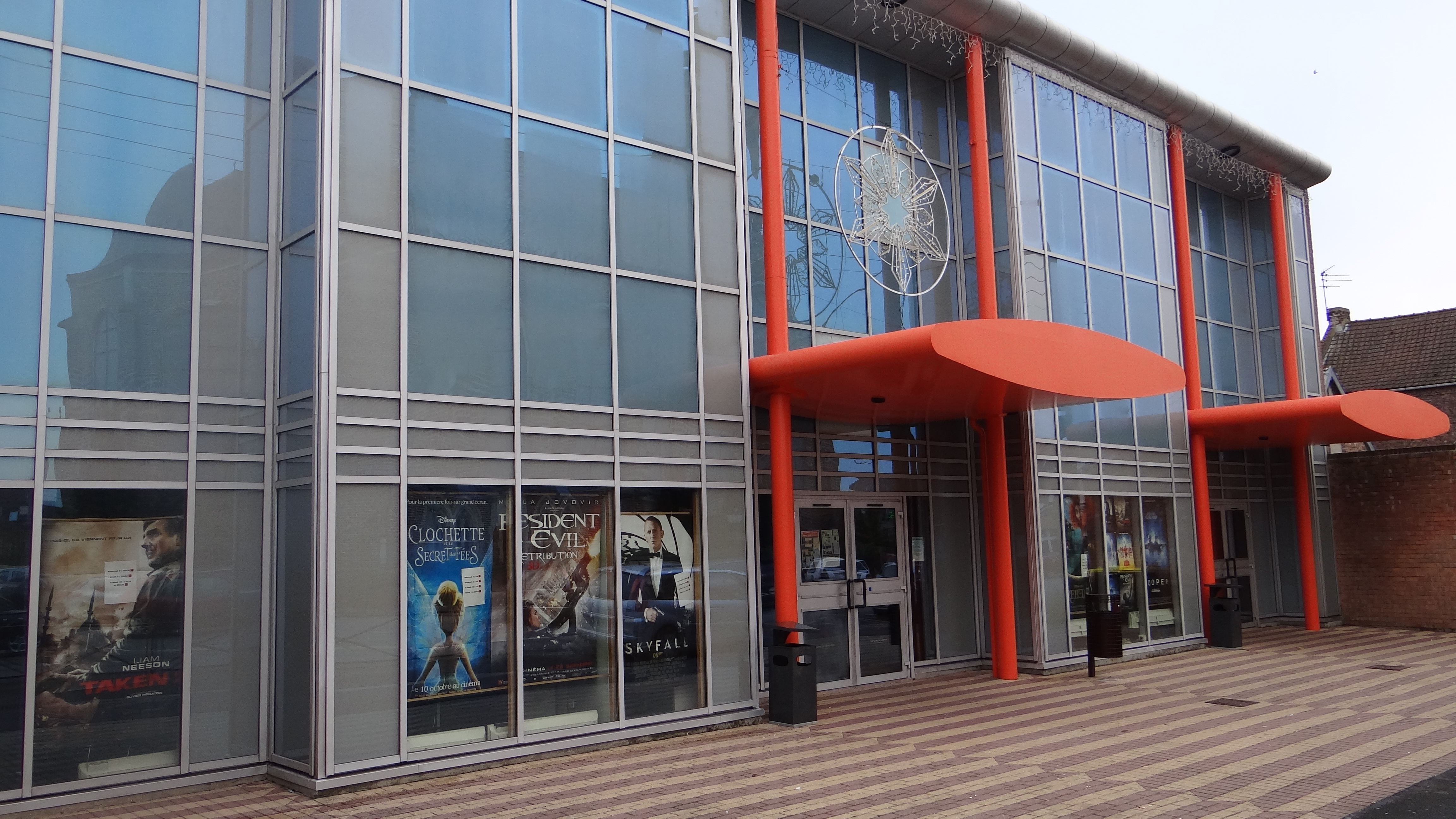
Idéal Cinéma – Jacques Tati (2012)

Das Idéal Cinéma – Jacques Tati ist ein Kino in der Stadt Aniche im französischen Département Nord. Mit der Namengebung soll der französische Schauspieler Jacques Tati besonders geehrt werden. Das Gebäude wurde 1902 eröffnet, die erste Kinovorstellung fand am 23. September 1905 statt.

## Geschichte

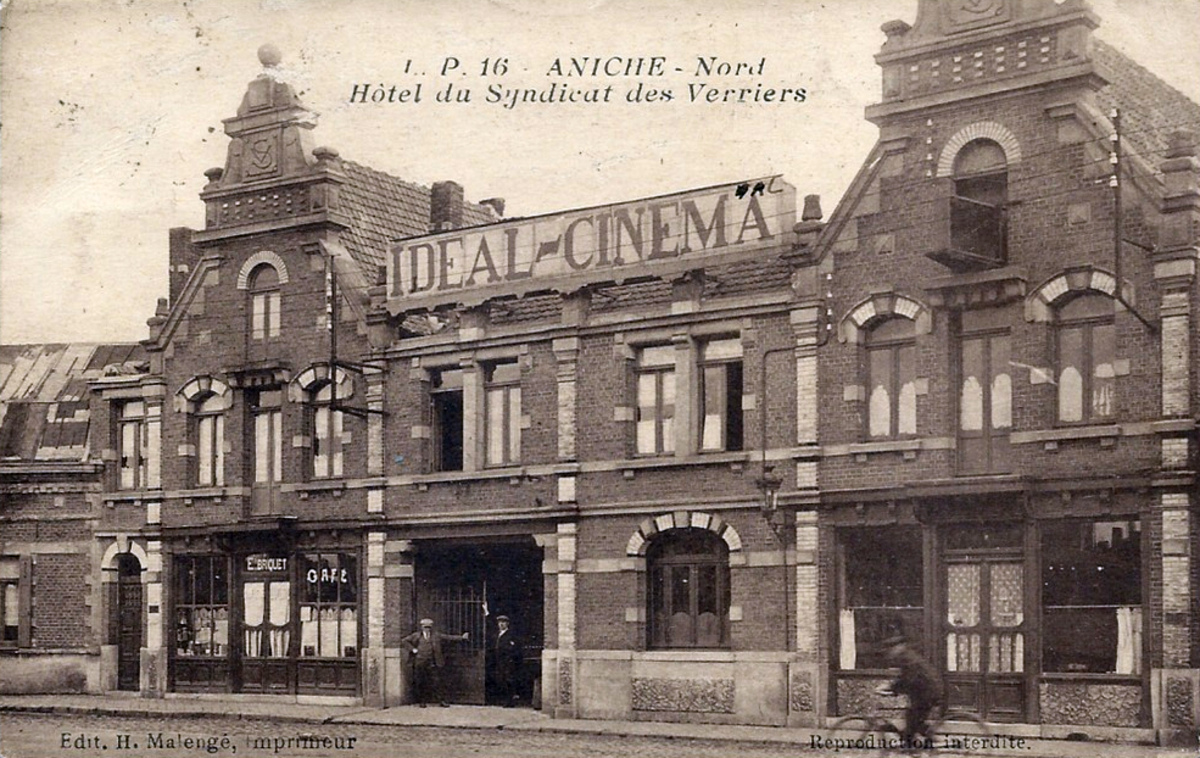
Idéal Cinéma – Jacques Tati in den 1920er Jahren

1900 beschloss die starke Anicher Glasarbeitergewerkschaft einen neuen Sitz inklusive eines Theaters zu bauen. Es wurde am 26. Januar 1902 eröffnet. Im Rahmen der Anicher Stadtmesse im September 1905 fand die erste Filmvorführung (Georges Méliès: Die Reise zum Mond) in dem über 600 Sitze verfügenden Gebäude statt. 1936 wurde das Kino auf 850 Sitze erweitert. 1977 musste das Kino aus Sicherheitsgründen geschlossen werden. 1995 wurde es renoviert und unter dem heutigen Namen Idéal Cinéma – Jacques Tati wiedereröffnet. Es verfügt heute über zwei Säle.